# Nika Vetrih
Nika Vetrih (* 17. Dezember 2003) ist eine ehemalige slowenische Skispringerin.

## Werdegang
Nika Vetrih startete erstmals auf internationaler Ebene im Rahmen zweier Wettbewerbe des Alpencups am 6. und 7. Oktober 2018 in Predazzo, wo sie den 39. und 36. Platz belegte. Seitdem folgen weitere Wettbewerbsteilnahmen im Alpencup und FIS Cup. Neben mehreren Podestplatzierungen gelang ihr ein Sieg beim FIS-Cup-Wettbewerb am 20. Januar 2021 im polnischen Szczyrk.
Vetrih startete am 8. und 9. August 2019 in Szczyrk erstmals bei zwei Wettbewerben des Continental Cups; hierbei belegte sie den 31. und den 38. Platz. Erste Continental-Cup-Punkte erlangte sie im Februar 2020 bei zwei Wettbewerben in Brotterode. Ihre erste Podestplatzierung erreichte sie mit einem dritten Platz beim Wettbewerb in Vikersund am 12. Dezember 2021.
Im Januar 2021 erfolgte ihr Debüt im Skisprung-Weltcup in Ljubno. Nachdem sie sich in der Qualifikation für den Einzelwettbewerb am 24. Januar 2021 qualifizieren konnte, schied sie in diesem jedoch als 35. nach dem ersten Durchgang aus. Bei den Nordischen Junioren-Skiweltmeisterschaften 2019 im finnischen Lahti gewann sie im Teamspringen der Juniorinnen gemeinsam mit Nika Prevc, Jerneja Repinc Zupančič und Jerneja Brecl die Bronzemedaille.
Bei den Nordischen Junioren-Skiweltmeisterschaften 2021 im polnischen Zakopane erreichte Vetrih im Einzelspringen von der Normalschanze den 22. Rang. In der FIS-Cup-Gesamtwertung 2020/21 erreichte sie den dritten Rang.
Ihre letzten internationalen Wettbewerbe bestritt Vetrih im März 2023 beim Alpencup in Oberhof.

## Statistik

### Weltcup-Platzierungen
| Saison  | Platz | Punkte |
| ------- | ----- | ------ |
| 2022/23 | 062.  | 001    |

### Continental-Cup-Platzierungen
| Saison  | Sommer | Sommer | Winter | Winter | Gesamt | Gesamt |
| Saison  | Platz  | Punkte | Platz  | Punkte | Platz  | Punkte |
| ------- | ------ | ------ | ------ | ------ | ------ | ------ |
| 2019/20 | —      | —      | 041.   | 0020   | 086.   | 0020   |
| 2020/21 | —      | —      | 012.   | 0047   | 012.   | 0047   |
| 2021/22 | 031.   | 054    |        |        |        |        |
| 2022/23 | —      | —      | 015.   | 134    | 024.   | 134    |